# Mordserie in Ipswich 2006

Die Gegend um Ipswich

Die Mordserie im Herbst 2006 in Ipswich umfasste fünf in der Nähe von Ipswich ermordet aufgefundene Frauen. Die Ermittlungen in diesem Kriminalfall begannen Mitte Dezember 2006, als die Leichen von fünf Frauen an verschiedenen Orten nahe Ipswich, in der Grafschaft Suffolk, entdeckt wurden. Alle fünf Opfer dieser Mordserie waren in Ipswich tätige Prostituierte. Die Polizei von Suffolk fasste die fünf Taten zu einem Ermittlungsvorgang zusammen.
Die Ermittlungsbehörden betrachteten den Fall ab dem 22. Dezember als gelöst. Die Presse bezeichnete den Täter in Anlehnung an Jack the Ripper und dem Yorkshire Ripper als Ipswich Ripper oder Suffolk Ripper. Die Polizeibehörden bevorzugten allerdings die Bezeichnung Ipswich Strangler (Würger von Ipswich).

## Tatumstände
Alle fünf Opfer waren drogenabhängige Prostituierte im Rotlichtviertel von Ipswich. Sie verschwanden im für Serienmorde ungewöhnlich kurzen Zeitraum von nur einem Monat. Die beiden letzten Opfer wurden dabei zu einem Zeitpunkt ermordet, als bereits nach dem Täter gefahndet wurde und sich 100 Polizisten im Großeinsatz befanden. Alle Opfer wurden erwürgt und unbekleidet in einem Umkreis von circa 15 Kilometern abgelegt, die beiden letzten in unmittelbarer Nähe zur Schnellstraße A14. Lediglich der Schmuck wurde den Opfern gelassen.
Hinweise auf sexuellen Missbrauch oder Kampfspuren wiesen die Opfer nicht auf. Die Fundorte der Leichen waren nicht identisch mit den Tatorten. Die Polizei vermutete wegen des Fehlens von Kampfspuren, dass die Opfer vor der Tat betäubt wurden. An den letzten drei Opfern konnten DNA-Spuren für eine DNA-Analyse sichergestellt werden. Bei den ersten beiden Opfern war dies nicht mehr möglich.

## Bestätigte Opfer

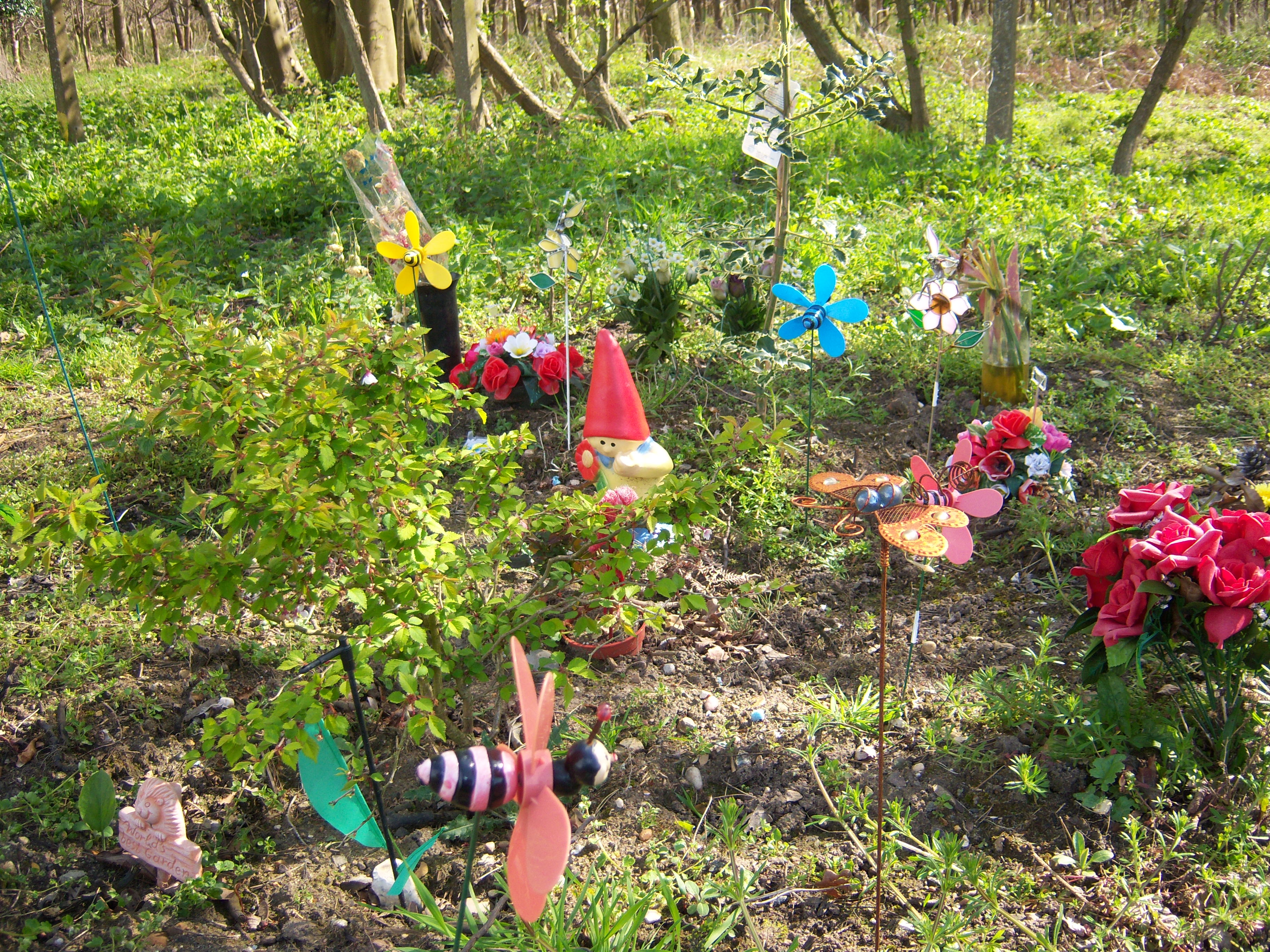
Gedenken am Fundort der Leichen von Paula C. und Annette N.

Am 2. Dezember 2006 wurde die Leiche von Gemma A. (25) aus Ipswich in Belstead Brook nahe Hintlesham entdeckt. Sie wurde seit dem Verlassen ihres Hauses am 15. November vermisst. Ein Passant fand ihre Leiche in einem Gewässer bei Thorpe’s Hill.
Sechs Tage später, am 8. Dezember, wurde die Leiche der 19-jährigen Tania N. in einem Gewässer bei Copdock Mill in der Nähe von Ipswich gefunden. Sie war eine Freundin von Gemma A. und war seit dem 30. Oktober als vermisst gemeldet.
Am folgenden Sonntag, dem 10. Dezember, wurde von einem Passanten ein drittes Opfer tot in einem Waldgebiet abseits der Straße A14 gefunden. Der Fundort befindet sich nahe dem Dorf Nacton. Sie wurde später als die 24-jährige Anneli A. identifiziert. Nach Angaben der Polizei wurde sie erdrosselt. Als sie starb, war sie im dritten Monat schwanger.
Am 12. Dezember verlautbarte die Polizei Suffolk, dass zwei weitere weibliche Leichen gefunden wurden. Zwei Tage später bestätigte die Polizei, dass eine der Leichen Paula C. (24) ist. Sie war am 10. Dezember verschwunden und zuletzt in Ipswich gesehen worden. Nach Angaben der Polizei wurde sie erwürgt.
Am 15. Dezember bestätigte die Polizei, dass der zweite Leichnam die am 5. Dezember verschwundene Annette N. (29) sei. Die beiden Leichname wurden ebenfalls in Nacton nahe der Abzweigung Levington der A1156 gefunden, nahe dem Fundort von Anneli A. Ein Bürger hatte eine der Leichen nur sechs Meter von der Straße entfernt entdeckt, die Polizei fand die zweite Leiche im Zuge der ersten Ermittlungen von einem Hubschrauber aus.
Neben den fünf dieser Mordserie zuzurechnenden Taten hatte es seit 1992 mehrere nicht aufgeklärte Morde in Suffolk und den Nachbargrafschaften gegeben. Drei dieser Morde waren ebenfalls an Prostituierten verübt worden. Die Polizei schloss daher nicht aus, dass es sich um einen Serientäter handeln könnte und bezog die früheren Morde in ihre Ermittlungen mit ein.

## Polizeiliche Maßnahmen

### Ermittlungen
Die Ermittlungen bezüglich der Morde in Ipswich stellten eine der umfangreichsten Mordfahndungen in der britischen Kriminalgeschichte dar.
Die Ermittlungen zur Mordserie begannen, als am 1. November 2006 das erste Opfer von ihrer Mutter als vermisst gemeldet wurde. Die Mutter teilte mit, dass sie ihre Tochter am 30. Oktober 2006 um 22:30 Uhr zuletzt gesehen habe, als diese das Haus verließ, um ihrer Tätigkeit als Prostituierte nachzugehen. Am 15. November wurde das zweite Opfer von ihrem Lebensgefährten als vermisst gemeldet. Die polizeilichen Ermittlungen nach den vermissten Frauen begannen eher zögerlich, nur durch die Presse wurde die Öffentlichkeit um Hinweise zum Verbleib der Vermissten gebeten.
Nachdem die Leiche der zweiten Vermissten am 2. Dezember um 11:50 Uhr gefunden worden ist, begannen Ermittlungen unter dem Gesichtspunkt eines Tötungsdeliktes. Erst am 8. Dezember wurde von Polizeitauchern die Leiche des ersten als vermisst gemeldeten Opfers gefunden. Am 10. Dezember wurde dann noch ein drittes Opfer gefunden.
Der Kriminalfall wurde auch zum Thema im britischen Unterhaus, in dem Tony Blair Unterstützung zusagte und der Oppositionsführer David Cameron ebenfalls forderte, alles Erdenkliche zur Ergreifung des Täters zu tun. So kam aus ganz Großbritannien Unterstützung für die örtlichen Polizeikräfte, unter anderem wurden Spezialisten des Innenministeriums zur Obduktion der Leichen abgestellt. Insgesamt waren 250 Beamte aus anderen Grafschaften an der Auswertung der Spuren und Hinweise beteiligt. So gingen allein bis zum 15. Dezember 2006 7.300 telefonische und tausende Hinweise aus E-Mails ein. Unterstützt wurden die Ermittlungen auch durch eine gerade ausgebaute Variante des polizeilichen Computersystems HOLMES 2. Hierdurch konnte der Datenabgleich von Wochen auf Stunden reduziert werden. Zum 18. Dezember war die Anzahl der an den Ermittlungen beteiligten Beamten auf 500 angestiegen, 350 davon aus anderen Polizeibehörden. Es mussten alleine 10.000 Stunden an Videoaufzeichnungen gesichtet werden, die Anzahl der Anrufe war mittlerweile auf rund 10.000 gestiegen. Polizeidatenbanken wurden mit Aufnahmen sämtlicher Nummernschilder der Autos im Rotlichtbezirk abgeglichen, die von Spezialkameras, die im Texterkennungsverfahren arbeiten, aufgenommen wurden. Daraufhin wurden Übereinstimmungen zwischen Fahrzeughaltern und Einträgen im Strafregister gesucht. Eine Zeitung und ein Privatmann lobten eine Belohnung von 250.000 £ für Hinweise aus, die zur Ergreifung des Täters führen. Die Polizei nahm Kontakt zu 300 wegen Sexualdelikten aufgefallenen Personen auf und konnte die Anzahl der Verdächtigen auf zunächst 50 bis 100 Personen eingrenzen. Schließlich wurden Videoaufnahmen des letzten Opfers auf seiner letzten Bahnfahrt veröffentlicht, um Hinweise aus der Bevölkerung über die letzten Stunden des Opfers zu erhalten.
Am 17. Dezember 2006 gab ein 37-jähriger Supermarktangestellter dem Sunday Mirror ein Interview, in dem er sich der Bekanntschaft mit allen Opfern rühmte und mitteilte, dass er keinerlei Alibis habe. Am 18. Dezember wurden sowohl dieser Mann als auch der 48-jährige Gabelstaplerfahrer Steve Wright festgenommen. Am 21. Dezember wurde der Supermarktmitarbeiter unter Auflagen wieder freigelassen. Gegen Steve Wright wurde am selben Tag Anklage wegen Mordes erhoben. Dies geschah unter Zeitdruck, da nach britischem Recht der Verdächtige ohne Anklageerhebung nach 96 Stunden hätte freigelassen werden müssen.
Der Verdächtigte soll in der Nachbarschaft vor allem als sehr still und gut gekleidet aufgefallen sein. So soll er nie Jeans getragen haben und einen Hang zur Pingeligkeit gehabt haben. Seine Lebensgefährtin soll sich um den Bekanntenkreis des Paares bemüht haben. Er war früher als Steward auf der „Queen Elizabeth 2“ tätig. Der Beschuldigte soll trotzdem regelmäßig mit Perücke und in Stöckelschuhen oder in Militärkleidung Prostituierte aufgesucht und in unmittelbarer Nähe des Rotlichtviertels von Ipswich gelebt haben.

### Präventive Maßnahmen
Neben den Ermittlungsmaßnahmen wurden auch Maßnahmen zur Gefahrenabwehr durch die Behörden getroffen. Kriminalpsychologen gingen hierbei davon aus, dass der Täter sich wegen der kurzen Abstände zwischen den Morden dem Ende seiner Serientäterkarriere nähere und seinen Drang nicht mehr unter Kontrolle habe. Nach Einschätzung der Polizeibehörden bestand die Gefahr, dass der Täter sich nicht nur auf Prostituierte beschränken würde, sondern auch andere Frauen angreifen könnte. Zunächst wurden nur die Polizeistreifen in Ipswich verstärkt, zum einen, um die Ermittlungen durchzuführen, zum anderen aber auch um für Sicherheit zu sorgen. Daneben patrouillierten auch die Drogen- und die Sozialhilfe. Dennoch verhinderte dies nicht, dass die letzten beiden Opfer zu einem Zeitpunkt verschwanden, als im Rotlichtbezirk von Ipswich bereits eine massive Polizeipräsenz bestand. Am 10. Dezember riefen die Polizeibehörden Suffolks Prostituierte dazu auf, nicht mehr auf der Straße zu arbeiten. Es wurde generell geraten sich nur in Gruppen zu bewegen, nicht per Anhalter zu fahren und generell vorsichtig zu sein. Daneben wurden für zwei Pfund pro Stück Personenalarm-Geräte abgegeben, die bei Betätigung ein Sirenengeräusch abgeben. 2.000 Geräte wurden abgegeben, bis die Vorräte aufgebraucht waren. Trotz der Warnungen gingen die Prostituierten weiter ihrer Tätigkeit nach, da sie das Geld für Drogen und zum Teil auch für Weihnachtsgeschenke benötigten. Das spätere Opfer Paula C. hatte dies kurz vor ihrem Verschwinden noch entsprechend begründet. Ihre Sicherheitsmaßnahmen bestanden in der Beschaffung eines Personenalarms und dem Mitführen eines Backsteines als Verteidigungswaffe. Erst nach dem Auffinden der fünften Leiche wurde seitens der Grafschaftsverwaltung Suffolk staatliche Hilfe für drogensüchtige Prostituierte zugesagt, obwohl die Behörden davon ausgingen, dass die hierfür aufgebotenen Gelder für Drogen ausgegeben werden würden. Auch ein anonymer Wohltätigkeitsverein spendete Geld, damit dieses an die etwa 40 Prostituierten des Ipswicher Straßenstriches verteilt werden konnte.

## Reaktionen der Medien
Bevor die Leichen gefunden wurden, wurde über die Vermisstenfälle mehrheitlich nur in den lokalen Medien von Ipswich berichtet. Die BBC begann mit der Berichterstattung erst, als die Leiche von Tania N. gefunden wurde. Die Berichterstattung weitete sich nach dem Fund von Anneli Alderton auf nationales und internationales Niveau aus. Die Nachrichtensender SkyNews und BBC News 24 konzentrierten sich in der Folgezeit vor allem auf diese Mordserie.
Die Medien stellten Zusammenhänge zwischen den Ipswich-Morden und den Taten des Peter Sutcliffe („Yorkshire Ripper“) her, der in Nordengland zwischen 1975 und 1980 dreizehn Frauen ermordete, von denen die meisten als Prostituierte arbeiteten. Ebenso sah man Parallelen zu Jack the Ripper, der es ebenso auf Prostituierte abgesehen hatte.
Ein Reporter von „ITV News Anglia Tonight“ interviewte Paula C. über die ersten Morde, ein paar Tage bevor sie selbst vermisst wurde. Sie sprach davon, Angst davor zu haben, zu Kunden ins Auto zu steigen, setze ihre Arbeit aber fort, um ihre Drogensucht zu finanzieren.
Nach der Festnahme des zweiten Verdächtigen forderte die Staatsanwaltschaft die Medien zu einer zurückhaltenderen Berichterstattung auf. Grund hierfür war, dass die Staatsanwaltschaft ein faires Verfahren durch eine Vorverurteilung und massive Berichterstattung der Medien als gefährdet ansah.

## Politische Debatte
Auch im Rahmen der Berichterstattung der Presse wurde wieder mehr Augenmerk auf eine Zahl von kontroversen Angelegenheiten gerichtet:
Die erste ist die der Prostitution im Vereinigten Königreich. Die bestehenden Gesetze wurden lange kritisiert. Die Regierung Blair hat im Januar 2006 angekündigt die Gesetzgebung über Prostitution zu ändern, hat das Vorhaben aber nicht weiter verfolgt. Prostitution an sich ist im Vereinigten Königreich zwar nicht verboten, seinen Lebensunterhalt von den Einnahmen zu bestreiten dagegen schon.
Die Morde haben die Verwundbarkeit der Prostituierten hervorgehoben, ebenso wie die Mangelhaftigkeit der Regierungsmaßnahmen. Es wurde vorgeschlagen, Prostitution zu bestrafen und so die Zahl der Prostituierten auf den Straßen zu senken, oder die Freier strafrechtlich zu verfolgen, um so die Nachfrage an käuflicher Liebe zu senken. Andererseits sollten Bordelle legalisiert werden und andere Maßnahmen zum Schutz der Frauen ergriffen werden.
Die zweite Angelegenheit ist die des Drogenmissbrauchs. Viele (laut Britischem Innenministerium 95 %) der Straßenprostituierten im Vereinigten Königreich haben in ihrer Lebensgeschichte Drogen genommen und nutzen die Prostitution als Möglichkeit, ihre Drogensucht zu finanzieren. Durch die Mordserie wurden Initiativen zur Unterstützung der Straßenprostituierten in Ipswich und für die Unterstützung beim Entzug verstärkt in Gang gebracht.
Die dritte Frage ist die nach einer möglichen Restrukturierung der britischen Polizeieinheiten. Im Jahr 2005 schlug die Regierung eine Verschmelzung kleinerer Polizeibehörden mit entsprechenden Nachbarbehörden für England und Wales vor. Ziel war es, durch die neuen Behörden bei größeren Unternehmungen (Terrorismusbekämpfung, Drogenhandel und andere ähnlich komplexe Bereiche) schlagkräftiger zu werden. Auch werden Einsparungen erwartet. Jedoch wurden diese Pläne im Juli 2006 zurückgestellt.

## Gerichtsverfahren

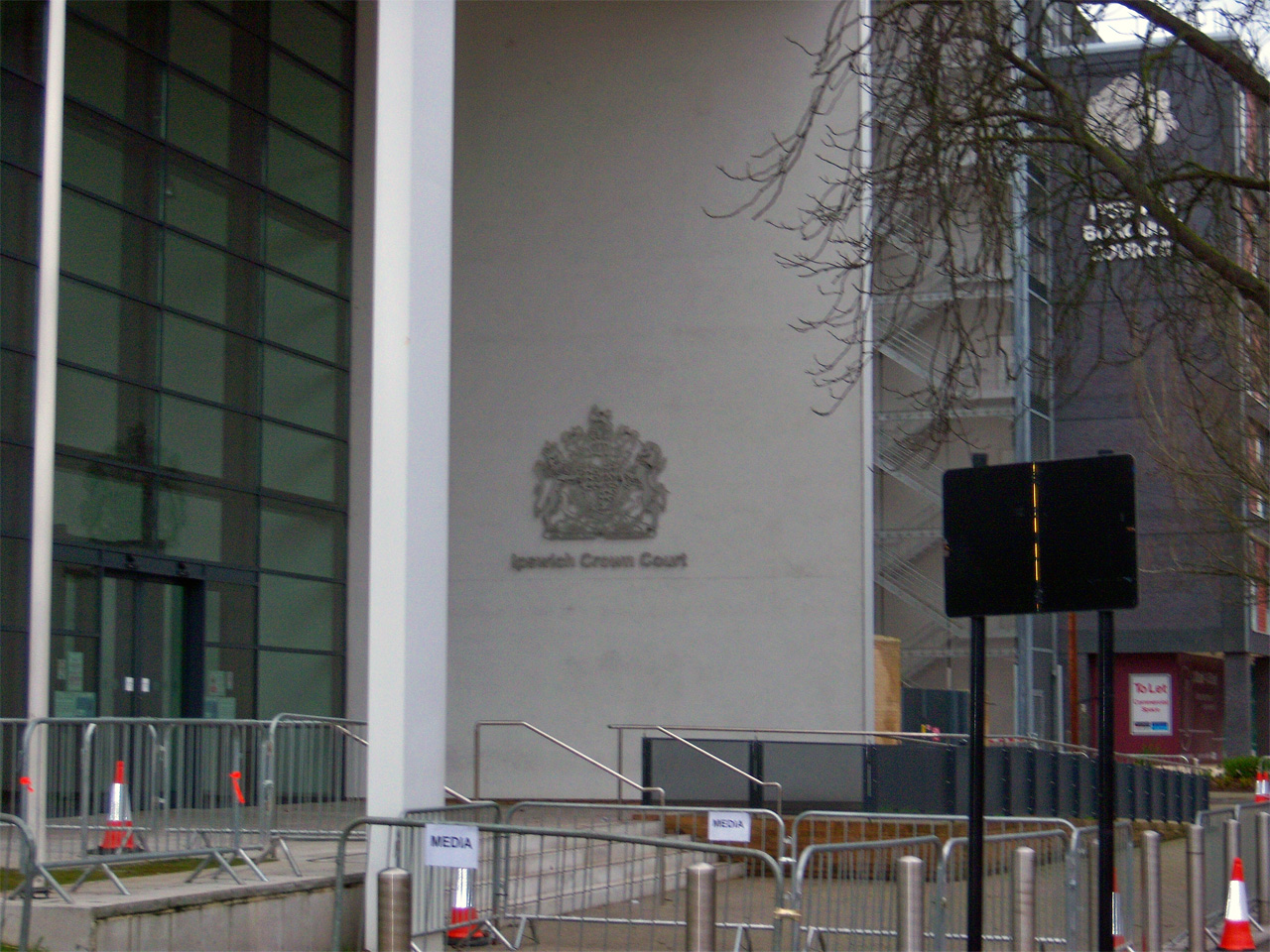
Eingang des Ipswich Crown Court mit Absperrungen für die Presse, die für den Prozess errichtet wurden.

Das gerichtliche Verfahren gegen den Angeklagten Steven Wright begann am 21. Dezember 2006 mit der Anhörung vor dem Amtsgericht Ipswich (Ipswich Magistrates Court). Die Richter entschieden, dass gegen Steven Wright dringender Tatverdacht wegen Mordes besteht und er deswegen zur Verfahrenssicherung in Untersuchungshaft verbracht wird. Mit Ergehen des Haftbefehls wurde das Verfahren an das für das Hauptverfahren zuständige Landgericht Ipswich (Ipswich Crown Court) zugeleitet.
Das Landgericht verfügte nach einer Anhörung am 2. Januar 2007 die weitere Inhaftierung des Angeklagten. Es ordnete auch eine weitere Vorführung für den 1. Mai an. Aus der Haft heraus beteuerte der Angeschuldigte in einem dreiseitigen Brief seine Unschuld. Er sei zu derartigen Taten nicht in der Lage und hoffe aufzuwachen und festzustellen, dass der Alptraum zu Ende sei.
Am 14. Januar 2008 begann vor dem Landgericht Ipswich der Prozess gegen Steven Wright unter regem Interesse der Öffentlichkeit und der Medien. Einige Pressevertreter mussten den Prozess auf einer Videoleinwand in einem Nebengebäude beobachten, da der Platz im Gerichtssaal nicht gereicht hat.
Der Prozess endete am 22. Februar mit einem Schuldspruch. Steven Wright wurde zu einer lebenslangen Haftstrafe verurteilt. Grundlage des Urteils nach einem Indizienprozess war zum einen die Beweisführung mit dem Genetischen Fingerabdruck, dann die Videoaufnahmen aus dem Rotlichtbezirk, die jeweils einen dunklen Ford Mondeo Mark III zeigten, sowie Faser- und Blutspuren im Haus und Fahrzeug von Wright. Er selbst verweigerte nachdrücklich jede Aussage.
Im März 2008 legte er beim Berufungsgericht in London (Court of Appeal) Rechtsmittel gegen die Verurteilung ein. Begründet wurde das Rechtsmittel mit dem Fehlen eines fairen Verfahrens. Er sei nicht ausreichend durch seine Rechtsanwälte vertreten worden und die Polizei sei nicht ausreichend anderen Spuren nachgegangen. Das Rechtsmittel wurde im Juli 2008 abgewiesen.